# Férfi 1500 méteres síkfutás az 1904. évi nyári olimpiai játékokon
Az 1904. évi nyári olimpiai játékokon az atlétika férfi 1500 méteres síkfutás versenyszámának döntőjét szeptember 3-án rendezték a Francis Fieldben.

## Rekordok
A versenyt megelőzően a következő rekordok voltak érvényben férfi 1500 méteres síkfutásban:
| Világrekord     | Charles Bennett (GBR) | 4:06,2 | Párizs, Franciaország | 1900. július 15. |
| Olimpiai rekord | Charles Bennett (GBR) | 4:06,2 | Párizs, Franciaország | 1900. július 15. |

A versenyen új világ- és olimpiai rekord született:
| James Lightbody (USA) | 4:05,4 | Saint Louis, USA | 1904. szeptember 3. |

## Eredmények
Az időeredmények másodpercben értendők. A rövidítések jelentése a következő:
- WR: világrekord

### Döntő
A döntőt szeptember 3.-án rendezték.
| H     | Név              | Nemzet                 | E          | Mj |
| ----- | ---------------- | ---------------------- | ---------- | -- |
| Arany | James Lightbody  | Egyesült Államok (USA) | 4:05,4     | WR |
| Ezüst | Frank Verner     | Egyesült Államok (USA) | 4:06,8     |    |
| Bronz | Lacey Hearn      | Egyesült Államok (USA) | nincs adat |    |
| 4.    | David Munson     | Egyesült Államok (USA) | nincs adat |    |
| 5.    | Johannes Runge   | Németország (GER)      | nincs adat |    |
| 6.    | Peter Deer       | Kanada (CAN)           | nincs adat |    |
| 7.    | Howard Valentine | Egyesült Államok (USA) | nincs adat |    |
| 8.    | Harvey Cohn      | Egyesült Államok (USA) | nincs adat |    |
| 9.    | Charles Bacon    | Egyesült Államok (USA) | nincs adat |    |